# كيلي غيل
كيلي أوليفيا غيل (مواليد 14 مايو 1995) عارضة أزياء سويدية أسترالية, اشتهرت بعملها لفيكتوريا سيكريت، وظهورها في فيديو كليب إنريك إغليسياس أغنية ديل كورازون, كيلي تقيم في مدينة نيويورك مع صديقها يوهانس جارل.

## روابط خارجية
- كيلي غيل على موقع IMDb (الإنجليزية)
- كيلي غيل على موقع قاعدة بيانات الفيلم (الإنجليزية)
- كيلي غيل على موقع دليل عارضات الأزياء (الإنجليزية)
- كيلي غيل في موديلز.كوم
- "Is Kelly Gale the hottest body in the business?". dailytelegraph.com. ديلي تلغراف. 4 يوليو 2014. مؤرشف من الأصل في 2020-04-23. اطلع عليه بتاريخ 2015-01-12. {{استشهاد ويب}}: استعمال الخط المائل أو الغليظ غير مسموح: |ناشر= (مساعدة)